# Tom Iredale
Tom Iredale (24 marzo 1880 – 12 aprile 1972) è stato uno zoologo inglese, particolarmente attivo nei campi dell'ornitologia e della malacologia.

## Alcune opere
- Iredale, T., Solander as an Ornithologist Ibis, 1913, pp. 127-135
- Iredale, T., John Brazier 1842-1930, Nautilus, vol. 44, 1931
- Iredale, T., J. R. and G. Forster, Naturalists, Emu, vol. 37, 1937, pp. 95-99
- Birds of Paradise and Bower Birds (1950)
- Birds of New Guinea, 1956 (Vol.1, 2)
- Iredale, T., John (William) Brazier, Proceedings of the Royal Zoological Society of New South Wales, 1956, p. 105
- Iredale, T., Broinowski's Birds and Mammals of Australia, Proceedings of the Royal Zoological Society of New South Wales, 1956
- Iredale, T. and Whitley, G.P., Sir William Dennison as a Conchologist, Proceedings of the Royal Zoological Society of New South Wales, 1964, p. 27-30
- Iredale, T., Charles Hedley, Proceedings of the Royal Zoological Society of New South Wales, vol. 88, 1967,  p. 26-31

| Iredale è l'abbreviazione standard utilizzata per le specie animali descritte da Tom Iredale. Categoria:Taxa classificati da Tom Iredale |